# コーコラン美術館
コーコラン美術館（コーコランびじゅつかん、Corcoran Gallery of Art）は、米国ワシントンD.C.にある私立美術館である。アメリカの美術を専門にしている。コーコラン・カレッジ・オブ・アーツ・アンド・デザイン（Corcoran College of Art and Design）が付属している。

## 沿革
銀行家のウィリアム・ウィルソン・コーコランのコレクションを元に1874年に設立された。

## コレクション
1945年までのアメリカ美術（ジョン・シンガー・サージェント、エドワード・ホッパー）、ヨーロッパ絵画（アルベルト・カイプ、ジャン・シメオン・シャルダン、パブロ・ピカソ）、装飾美術品、1945年以降のモダン・アート（ショーン・スカリー、ロバート・コールスコット）、写真（ゴードン・パークス、ウィリアム・エグルストン）などを所蔵している。